# ISO 3166-2:HT

Administrativní mapa státu Haiti

Kódy ISO 3166-2 pro Haiti identifikují 10 departmentů (stav v březnu 2015). První část (HT) je mezinárodní kód pro Haiti, druhá část sestává z dvou písmen identifikujících department.

## Seznam kódů
| Department (francouzský název) | Department (název v haitské kreolštině) | Kód   |
| ------------------------------ | --------------------------------------- | ----- |
| Artibonite                     | Latibonit                               | HT-AR |
| Centre                         | Sant                                    | HT-CE |
| Grande-Anse                    | Grandans                                | HT-GA |
| Nord                           | Nò                                      | HT-ND |
| Nord-Est                       | Nòdès                                   | HT-NE |
| Nippes                         | Nip                                     | HT-NI |
| Nord-Ouest                     | Nòdwès                                  | HT-NO |
| Ouest                          | Lwès                                    | HT-OU |
| Sud                            | Sid                                     | HT-SD |
| Sud-Est                        | Sidès                                   | HT-SE |